# Alberto Pacher

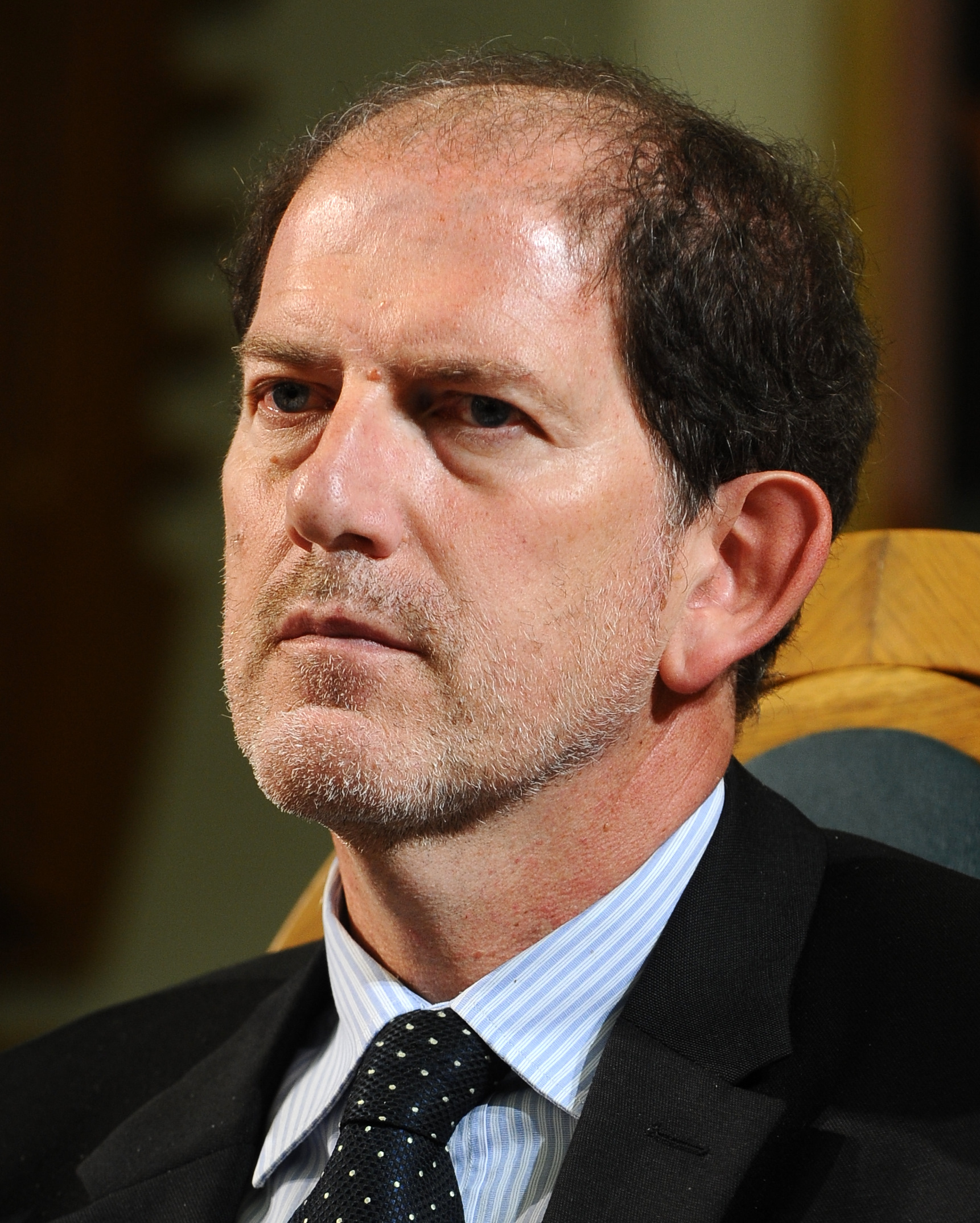
Alberto Pacher (2013)

Alberto Pacher (* 27. August 1956 in Trient) ist ein italienischer Politiker des Partito Democratico.

## Lebenslauf
Pacher wuchs im Trienter Stadtviertel San Giuseppe auf. Nach dem Hochschulabschluss in Soziologie spezialisierte er sich in Mailand auf Psychotherapie. Er war 15 Jahre lang beim Servizio per le Tossicodipendenze – SERT (italienisch für „Diensteinheit für Drogenabhängigkeit“) tätig. Außerdem arbeitete er als freiberuflicher Psychologe.
1990 begann er seine politische Karriere als Gemeinderatsmitglied in Trient und übte dieses Amt bis 1993 aus, als er zum Stadtrat für Sozialpolitik ernannt wurde. Ab 1995 bekleidete er auch das Amt des Vizebürgermeisters. Als Lorenzo Dellai am 2. Oktober 1998 von seinem Amt zurücktrat, wurde er Bürgermeister von Trient.
Im Mai 1999 wurde er mit Unterstützung einer Mitte-links-Koalition im ersten Wahlgang mit 69,33 % der Vorzugsstimmen in seinem Amt bestätigt. Bei den Gemeindewahlen vom 8. Mai 2005 wurde er – wieder im ersten Wahlgang – mit 64,33 % der Vorzugsstimmen wiedergewählt. Er bekleidete dieses bis kurz vor den Regionalwahlen.  Am 25. Oktober 2008 wurde er als meistgewählter Kandidat (über 15.000 Vorzugsstimmen) Regionalrat. Er bekleidete außerdem ab dem 8. Juni 2008 das Amt des Parteisekretärs der Partito Democratico del Trentino.
Als Lorenzo Dellai am 29. Dezember 2012 als Präsident der Autonomen Provinz Trient zurücktrat, um an den Parlamentswahlen in Rom teilnehmen zu können, übernahm Pacher wiederum als sein Stellvertreter kommissarisch die Amtsgeschäfte. In der Folge stand er auch auf Ebene der Autonomen Region Trentino-Südtirol von 2013 bis 2014 als Präsident der Regionalregierung Trentino-Südtirol vor.

## Privatleben
Pacher ist verheiratet und hat zwei Kinder.